# Essex Village
Essex Village – jednostka osadnicza w Stanach Zjednoczonych, w stanie Connecticut, w hrabstwie Middlesex.